# Roca Molnera
La Roca Molnera és una muntanya de 649 metres que es troba al municipi de Mont-ral, a la comarca de l'Alt Camp.